# Xyrichtys verrens
Xyrichtys verrens är en fiskart som först beskrevs av Jordan och Barton Warren Evermann 1902.  Xyrichtys verrens ingår i släktet Xyrichtys och familjen läppfiskar. Inga underarter finns listade i Catalogue of Life.